# ایمره گلرت
ایمره گلرت (به مجاری: Gellért Imre) ژیمناست زادهٔ ۲۴ ژوئیهٔ ۱۸۸۸ میلادی اهل کشور مجارستان است.